# Hitrino Ridge
Hitrino Ridge (englisch; bulgarisch рид Хитрино rid Chitrino) ist ein felsiger, in nordwest-südöstlicher Ausrichtung 3,5 km langer, 2,8 km breiter und bis zu 600 m hoher Gebirgskamm in den Aristotle Mountains an der Oskar-II.-Küste des Grahamlands auf der Antarktischen Halbinsel. Er ragt 10,56 km südöstlich des Mount Sara Teodora, 6,4 km westnordwestlich des Daggoo Peak und 2,4 km nördlich des Fluke Ridge zwischen zwei in südöstlicher Richtung fließenden Nebengletschern des Flask-Gletschers auf.
Britische Wissenschaftler kartierten ihn 1976. Die bulgarische Kommission für Antarktische Geographische Namen benannte ihn 2013 nach der Ortschaft Chitrino im Nordwesten Bulgariens.